# Disciplina clericalis
La Disciplina clericalis di Pietro Alfonsi è un’opera scritta in prosa latina nel XII secolo. È composta da un prologo seguito da 34 sezioni in cui l’autore tratta diversi temi a scopo morale e educativo. L’opera alterna proverbi e sentenze di filosofi (talvolta i filosofi sono anonimi, altre volte c’è un’attribuzione spericolata delle massime, infatti è persino citato Socrate) a exempla morali che spesso nascono dalla richiesta di approfondire un argomento da parte o di un figlio al padre o di un discepolo al maestro. Gli aforismi e i dialoghi riportati hanno una portata universale, dunque, anche se spesso di origine araba, sono accettabili anche dai cristiani. Inoltre, tutte le connotazioni religiose sono sfumate, sempre in modo che gli insegnamenti possano essere condivisi da uomini di religioni diverse.

## Contenuto e struttura dell'opera
L’opera non presenta una suddivisione precisa in argomenti e temi ed è per questo che per alcuni studiosi come Cooper è un “hodgepodge of didactic stories and maxims”. Per altri invece l’opera presenta una cornice che consisterebbe nel dialogo che spesso affiora tra padre e figlio. È però vero che non sempre il dialogo tra i due è esplicito; dunque, è più appropriato asserire che l’opera bilancia e alterna dialoghi a massime brevi e incisive per produrre un insieme di temi stratificato e a più voci che ha l’obiettivo di fornire un sapere sia teorico, sia pratico. Spesso le sentenze sono utilizzate per introdurre o chiudere narrazioni ampie in modo da cristallizzare una morale.
Nel prologo l’autore ringrazia Dio per averlo rivestito di una sapienza variegata (multimoda) e spiega di aver deciso di comporre l’opera al fine di tramandare a tutti le sue conoscenze e in modo da supplire, seppur parzialmente, a quella fragilità che contraddistingue la condizione umana. L’autore si presenta come compositor e translator della raccolta alludendo alla sua attività compilativa e esplicitando che l’opera inizialmente non fu pensata in latino. Per permettere ai suoi lettori di apprendere al meglio, l’autore compone l’opera riportando in latino proverbi di filosofi, proverbi, versi e novelle arabe e racconti che hanno come protagonisti gli animali e insiste sulla veste allegorica dei proverbi e dei racconti. Inoltre, è in questa sede che giustifica il titolo dell’opera: l’opera è infatti destinata a essere di insegnamento (disciplina) a persone che studiano (clericalis).
Secondo Gonzalez, che curò l’edizione spagnola dell’opera del 1948, è possibile individuare tre parti principali in cui l’opera può essere idealmente suddivisa:
1. Le virtù e i vizi degli uomini. In particolare: il timore di Dio, l’ipocrisia, la saggezza, il silenzio e la nobiltà. In questa sezione sono riportati numerosi proverbi di filosofi non identificati. Ogni proverbio è introdotto da “alius philosophus”. I proverbi sono intervallati da exempla. Uno dei più interessanti è l’exemplum de integro amico.[9] Il racconto narra di due amici mercanti che in nome della loro amicizia si danno reciprocamente pieno sostegno; uno dei due si assume persino la colpa di aver commesso un crimine per proteggere l’altro che era stato erroneamente accusato di essere colpevole. Interessante è notare che lo spazio in cui si muovono non è caratterizzato dal punto di vista religioso, ma solo geografico in nome dell’universalità degli insegnamenti di Pietro Alfonsi.[10]
2. Il rapporto tra moglie e marito.[8] Questa parte è dedicata in gran parte a exempla attraverso i quali il maestro ammonisce il discepolo riguardo al comportamento scorretto delle donne. Per esempio, nell’exemplum de vindemiatore si narra di una donna, moglie di un vendemmiatore, che non appena vede il marito allontanarsi da casa per recarsi alla vigna, invita l’amico amante nella propria abitazione.[11] Il marito, però, torna a casa prima di quanto la donna si aspettasse in quanto ferito all’occhio da un ramo. La donna, che si caratterizza come molto astuta nel tendere inganni, dice al marito di voler prendersi cura anche dell’occhio sano e lo copre con la bocca. L’amante, dunque, approfittando della situazione, riesce a scappare. In questa sezione sono riportati esempi anche di donne che, se non fossero state ingannate, non avrebbero mai tradito loro marito, come per esempio la protagonista dell’exemplum de canicula lacrimante.[12] In questo racconto, infatti, la protagonista è una donna estremamente fedele al marito, la quale, però, viene ingannata da un'altra donna in abiti religiosi complice di un giovane innamoratosi della prima. La donna vestita in abiti religiosi, dopo aver fatto mangiare al proprio cane cibo irritante (senape e pepe) che lo fa lacrimare, si reca dalla protagonista del racconto raccomandandole di concedersi al giovane innamorato perché altrimenti si sarebbe trasformata in un cane, facendole credere che il cane lacrimante fosse la propria figlia che in passato non si era voluta concedere ad un uomo.
3. La vita sociale, l’instabilità dei valori temporali, le relazioni tra gli uomini e con i re e la morte inevitabile.[8] In questa parte, in particolare nell’exemplum de philosopho per cimiterium transeunte, sono riportati anche dei versi. Nel caso sopracitato si tratta di versi riportati su una lapide e hanno la funzione di far riflettere chi li legge sulla morte e sull’effetto di essa sulla vita terrena.[13]

Il contenuto delle novelle è molto differente da sezione a sezione: generalmente solenne e moraleggiante nella prima e terza parte, e più gioviale, persino umoristico, nella seconda. È infatti vero che, nonostante l’intento principale sia didattico e morale, i racconti hanno anche la funzione di intrattenere il lettore talvolta divertendolo. Lo stile, in linea con l’intento educativo e di intrattenimento, è semplice e diretto.

## Fonti e composizione
L’opera costituì un ponte tra conoscenze orientali e mondo occidentale. Si riportano qui alcune fonti dell’opera che sono state individuate: Kalila wa-Dimna; Sindibad; Kitab Bilawhar wa-Yudasaf (il libro di Barlaam e Josaphat); Kitab Adab al-falasifa di Hunayn ibn Ishaq e Muhtar al-Hikam wa-mahasin al-kalim di Mubassir ibn Fatik. Si ipotizza, inoltre, che l’autore si sia avvalso anche di fonti tradizionali ebraiche come Midrash dei dieci comandamenti. Per quanto riguarda le fonti poetiche, si può affermare che Pietro Alfonsi conoscesse i versi di al-Mu’tamid ibn ‘Abbad. Molte altre fonti non sono ancora state identificate. La Disciplina clericalis, dunque, propone un sapere molteplice e testimonia lo straordinario incrocio di culture tra loro anche lontane.
La Disciplina clericalis, inoltre, ha uno stretto legame anche con la favolistica latina. Uno degli elementi che condivide con essa è, per esempio, la versatilità della morale caratteristica della favola esopica. Inoltre, i criteri stilistico-compositivi che hanno guidato Pietro Alfonsi nella composizione dell’opera coincidono con i principi fondamentali della favola latina che sono spesso indicati nelle parti programmatiche delle raccolte latine di età classica e medievale: varietas, utilitas, delectatio, pluralità delle fonti, brevitas, allegoria. Probabilmente Pietro Alfonsi non conobbe le raccolte mediolatine di autori come Fedro e Esopo, però indicare nel prologo gli stessi principi compositivi della letteratura favolistica latina significa che gli stessi avevano subito una codifica retorica a cui chiunque si sarebbe sottoposto, anche inconsciamente. Inoltre, il legame, forse inconscio, tra Disciplina clericalis e la favola latina è confermato dalla condivisione di diversi temi e personaggi che popolano i racconti: per esempio, l’exemplum de homine et serpente è molto simile a Fedro IV 20 (Serpens. Misericordia nociva).
L’opera è stata probabilmente composta durante il periodo inglese dell’autore; infatti, molti dei codici che contengono la Disciplina clericalis sono distribuiti tra Francia e Inghilterra e l’opera fu spesso associata a molte opere che fondano l’identità letteraria inglese (come diverse cronache di Angli e Bretoni e l’Historia Regum Britanniae di Goffredo di Monmouth). Inoltre, è dimostrato che gran parte dei manoscritti della Disciplina sono stati copiati nell’area anglo-normanna. C. Leone ipotizza che l’opera composta in Inghilterra sia approdata in Normandia attraverso la rete benedettina grazie a Walchern di Malvern.

## Fortuna
La Disciplina clericalis sopravvive in 28 manoscritti. L’opera fu una delle prime a trasmettere i racconti arabi e persiani all’occidente latino e cristianizzato. Le traduzioni in lingue volgari romanze furono moltissime. Esistono, inoltre, tre frammenti di traduzioni medievali in islandese e una traduzione in medio inglese del XV secolo, che aggiunge tre racconti e ne elimina otto. La fortuna dell’opera si manifesta sia dal punto di vista letterario, sia dal punto di vista religioso-didattico. La Disciplina clericalis ispirò opere come il Libro del Conde Lucanor; il Libro de los enxemplos por a.b.c.; le Fabulae di Odo di Cheriton. Anche Giovanni Boccaccio si ispirò sicuramente a quest’opera nel comporre il Decameron; infatti, l’autore delle 100 novelle adotta alcuni racconti da questa raccolta come, per esempio, l’exemplum de puteo e l’exemplum de vindemiatore.
Nel 1760 lo studioso francese Barbazan pubblicò un adattamento francese in versi della Disciplina clericalis: Le Castoyement ou instruction du pere à son fils. L’opera di Barbazan aggiunge al testo originale un’abbondanza di dettagli e dialoghi. Esiste anche un altro riadattamento in versi della Disciplina della fine del XII secolo-inizio XIII: le Fables Pierre Aufors. L’autore anonimo delle Fables rielabora il testo originario attualizzandolo e legandolo alla letteratura francese del suo tempo.

## Edizioni
- Petrus Alfonsi, E. D. Montgomery, Introduction, in Id., Le Chastoiement d’un père à son fils A Critical Edition, Baltimore, Project Muse, 2018, pp. 11-47
- Petrus Alfonsi, J. E. Keller, and Joseph Ramon Jones, The Scholars Guide: a Translation of the Twelfth-Century Disciplina Clericalis of Pedro Alfonso, Toronto: The Pontificial Institute of Mediaeval Studies, 1969
- Pietro Alfonsi, Disciplina clericalis, Sapienza orientale e scuola delle novelle, ed. C. Leone, praef. L. Minervini, Roma, Salerno Editrice, 2010
- Petrus Alfonsi, e Á. González Palencia, Disciplina clericalis, Madrid, Granada, 1948
- Disciplina clericalis, I: Lateinischer Text, ed. A. Hilka e W. Soderhjelm, Acta Societatis Fennicae 38:4, Helsinki, 1911
- Stücke der "Disciplina clericalis" […] in lateinischen Versen der Berliner Handschrift Diez B28, éd. J. Stalzer, Graz, 1912
- Petrus Alfonsi, Disciplina clericalis, in Patrologia Latina, vol. 157, ed. J. P. Migne, 1854
- Sentenze ed esempi di Pietro Alfonsi, a cura di Alberto Del Monte. Firenze: La nuova Italia, 1967. Da: Disciplina clericalis. Testo originale a fronte.
- Pietro Alfonsi, Disciplina clericalis, ed. Edoardo D'Angelo, Pacini Editore 2009 (Scrittori latini dell'Europa medievale 8)
- The scholar's guide. A translation of the twelfth-century Disciplina Clericalis of Pedro Alfonso, ed. Joseph Ramon Jones and John Esten Keller, Toronto, Pontifical Institute of Mediaeval Studies, 1969.
- The Disciplina clericalis of Petrus Alfonsi, transl. and ed. by E. Hermes; transl. into English by P. R. Quarrie. London: Routledge & Kegan, 1977
- J.-L. GENOT-BISMUTH, La discipline de clergie = Disciplina clericalis / Moïse le Séfarade alias Pierre Alphonse, texte latin et traduction en français, Saint Pétersbourg 2001.
- Die Disciplina clericalis des Petrus Alfonsi (das alteste Novellenbuch des Mittelalters) nach allen bekannten Handschriften herausgegeben von Alfons Hilka und Werner Soderhjelm. Heidelberg: Carl Winters Universitatsbuchhandlung, 1911.
- Pedro Alfonso, Disciplina clericalis, introduccion y notas de Maria Jesus Lacarra; traduccion de Esperanza Ducay, Zaragoza 1980
- Die Kunst, vernunftig zu leben (Disciplina clericalis), dargestellt und aus dem Lateinischen ubertragen von Eberhard Hermes, Zurich, 1970